# Efstratia Kalfagianni
Efstratia (Effie) Kalfagianni (Grécia) é uma matemática grega, especialista em topologia de baixa dimensão.

## Vida pregressa
Kalfagianni nasceu em 1965 na Grécia. Viveu em uma pequena ilha grega durante a maior parte de sua vida. Começou a se dedicar à matemática no segundo ano do ensino médio por causa das aulas de geometria euclidiana e teoria dos números elementar. Seus professores a incentivaram a buscar matemática na faculdade também.

## Formação e carreira
Kalfagianni se formou na Universidade Aristóteles de Salonica em outubro de 1987. Depois de obter um mestrado em 1990 na Universidade Fordham, foi para a Universidade Columbia para estudos de doutorado, obtendo um segundo mestrado em 1991 e concluindo seu Ph.D. em 1995. Sua tese, Finite Type Invariants for Knots in 3-Manifolds, foi orientada por Joan Birman e Xiao-Song Lin.
Após um pós-doutorado no Instituto de Estudos Avançados de Princeton e três anos como Hill Assistant Professor na Universidade Rutgers, foi para a Universidade Estadual de Michigan (MSU) em 1998. Ela foi promovida a professora plena em 2008 e recebeu o MSU William J. Beal Outstanding Faculty Award em 2019.
Kalfagianni é editora do The New York Journal of Mathematics. Foi uma das editoras do livro Interactions Between Hyperbolic Geometry, Quantum Topology and Number Theory (Contemporary Mathematics Volume: 541, AMS, 2011).

## Livro
Com David Futer e Jessica S. Purcell, Kalfagianni é co-autora da monografia de pesquisa Guts of Surfaces and the Colored Jones Polynomial (Lecture Notes in Mathematics 2069, Springer, 2013). A monografia deduz relações entre polinômios coloridos de Jones, a topologia de superfícies abrangentes incompressíveis em complementos de nó e ligação e geometria hiperbólica.

## Reconhecimento
Kalfagianni foi membro do Instituto de Estudos Avançados de Princeton em 1994–1995, em 2004-2005 e no outono de 2019.
Foi incluída na classe de 2019 de fellows da American Mathematical Society "for contributions to knot theory and 3-dimensional topology, and for mentoring".